# Chemillé
Chemillé var en kommun i departementet Maine-et-Loire i regionen Pays de la Loire i nordvästra Frankrike. Kommunen låg i kantonen Chemillé som tillhör arrondissementet Cholet. Området som utgjorde den tidigare kommunen Chemillé hade 7 306 invånare år 2017.
Kommunen upphörde den 1 januari 2013, då den slogs samman med kommunen Melay till den nya kommunen Chemillé-Melay.

## Befolkningsutveckling
Antalet invånare i kommunen Chemillé
| Referens: INSEE |